# Holobomolochus albidus
Holobomolochus albidus är en kräftdjursart som först beskrevs av C. B. Wilson 1932.  Holobomolochus albidus ingår i släktet Holobomolochus och familjen Bomolochidae. Inga underarter finns listade i Catalogue of Life.